# Липовецькі скелі
Липове́цькі ске́лі — геологічна пам'ятка природи місцевого значення в Україні. Об'єкт Природно-заповідного фонду Закарпатської області. 
Розташована в межах Перечинського району Закарпатської області, між селами Турички та Липовець. 
Площа 2 га. Статус отриманий згідно з рішенням облвиконкому від 18.11.1969 року № 414 та рішенням облвиконкому від 23.10.1984 року №253. Перебуває у віданні ДП «Перечинське ЛГ» (Турицьке л-во, кв. 30, вид. 1). 
Статус надано для збереження унікального природного ландшафту — мальовничих скель, розташованих у лісовому масиві. 